# Place Marché-aux-Légumes (Namur)
La place Marché-aux-légumes (appelée localement place du Vieux et parfois désignée par l'abréviation PDV) est un espace public au cœur du quartier le plus ancien de la ville de Namur en Belgique. Elle fut créée en 1781. La place n’est plus ‘marché’ mais reste un haut lieu de convivialité namuroise.

## Histoire
L’ancienne église Saint-Loup, dans un état de délabrement avancé, fut démolie à la fin du XVIIIe siècle. La paroisse fut transférée à l’église Saint-Ignace des Jésuites (rue du Collège) qui devint la (nouvelle) église Saint-Loup à partir de 1777. L’emplacement de l’ancienne église Saint-Loup et de son cimetière fut vendu à la ville et aménagé en 1781 comme marché aux légumes, plus tard appelé place Marché aux légumes.
En 1992 l’abattage des six tilleuls malades qui ornaient la place permit quelques fouilles archéologiques qui mirent au jour l’ossuaire où avaient été rassemblés les os de l’ancien cimetière Saint-Loup mais également des vestiges gallo-romains démontrant une occupation humaine des lieux très ancienne.

## Description
La place forme un petit quadrilatère sur lequel aboutissent quatre rues étroites dont le tracé remonte au Moyen-âge. Les maisons qui l’entourent datent des XVIIIe et XIXe siècles et sont pour la plupart des restaurants et bars avec terrasses sur la place même. Parmi elles le 'Ratin-Tôt’ qui est, semble-t-il, le bar-taverne le plus ancien de la ville de Namur (1616) : "li pus vî cabarèt d’ Nameur". Le côté oriental de la place est entièrement occupé par l’église Saint Jean-Baptiste, datant du XIIIe siècle et plusieurs fois restaurée.  
Au centre de la place, arborée depuis 1992 de quatre nouveaux tilleuls, se trouve une ancienne pompe publique monumentale datant de la fin du XVIIIe siècle.  Un pilier de style néo-classique à chapiteau toscan est surmonté d’une corbeille de fruits et légumes. Elle est œuvre de l’architecte François-Joseph Denis. Même si la pompe a encore son bras, celui-ci est immobilisé depuis longtemps...
Même si elle a perdu sa fonction première de marché la ‘place Marché aux légumes’ reste un lieu de grande convivialité namuroise.